# Disney XD (Reino Unido e Irlanda)
Disney XD fue un canal de televisión por suscripción de origen británico, con transmisiones para el Reino Unido e Irlanda, anteriormente conocido como Fox Kids y Jetix. Lanzado por primera vez en 1996 bajo el nombre Fox Kids como la filial local del canal estadounidense, era propiedad de Fox Television Entertainment, siendo posteriormente comprado por The Walt Disney Company y cambiando su nombre a Jetix en 2005 y a Disney XD en 2009. La versión británica de Fox Kids fue la primera señal europea antes de expandirse a otros países europeos a fines de la década de 1990.

## Historia

### Fox Kids
Fox Kids Network lanzó la versión británica de su canal en octubre de 1996, la cual transmitía entre las 6 a. m. y las 7 p. m. Este fue el primer canal de Fox Kids que se lanzó en Europa y el segundo canal que se lanzó bajo dicha marca, después del feed de la señal australiana. Fox Kids compartió el tiempo originalmente con Sky 2 y más tarde con National Geographic Channel, antes de extender su horario hasta las 10 p. m. La programación de Fox Kids se basaba en programas de comedia, animación, programas de drama y aventura para niños de todas las edades. Fox Kids también programó hasta siete horas de series educativas sin publicidad cada semana.
A principios de 2001, Fox Kids señalaba que un millón de niños veían el canal cada semana. También reestructuró sus operaciones en dos divisiones, de contenido y comercial.
En julio de 2001, Disney adquirió Fox Family Worldwide, que era de News Corporation y Haim Saban. Esto le dio a Disney el 76 % de propiedad de Fox Kids, que incluía las operaciones británicas. En noviembre de 2003, Fox Kids comenzó a transmitir las 24 horas del día, los siete días de la semana.

### Jetix
En enero de 2004, Fox Kids International anunció planes para hace un renombre de sus operaciones a Jetix, una nueva marca de acción y aventura. En abril de 2004, la se inició la transición, con el estreno de un bloque Jetix en el canal Fox Kids emitido todos los días de 15:00 a 19:00 horas. En septiembre de 2004, el bloque pasó a formar parte de la programación matutina, entre las 7:00 a. m. a 9:00 a. m.
Ese mismo mes, se lanzó una revista mensual Jetix como parte del cambio de marca, producida bajo licencia por Future Publishing. La revista cubría un amplio aspecto de los contenidos, incluidas noticias, entrevistas, música y deportes.
En enero de 2005, Fox Kids se renombrado por completo como Jetix. Poco después del cambio de marca, se introdujo un nuevo bloque de primeras horas de la noche llamado "Jetix Max". La tragamonedas Jetix Max incluía programas como WITCH, Totally Spies, Martin Mystery, Funky Cops, Power Rangers, PXG y Black Hole High . Jetix Max se eliminó en junio de 2006, aunque permaneció en otros canales de Jetix en Europa.[cita requerida]
En septiembre de 2007, Jetix firmó un acuerdo con Sky y Virgin para permitir que su contenido sea utilizado en sus respectivos servicios de video bajo demanda. En noviembre de 2007 se realizaron más mejoras, cuando su sitio web en línea comenzó a incluir videoclips de sus programas.

### Disney XD

Primer logotipo de Disney XD utilizado entre 2009-2016.

En diciembre de 2008, Disney compró el 26% restante de Jetix para adquirir la propiedad total de la empresa. Disney relanzó Jetix (que era un bloque que ocupaba gran parte de la programación de Toon Disney) como Disney XD reemplazando totalmente a ambos canales durante febrero de 2009, en los Estados Unidos. El relanzamiento en el Reino Unido se dio agosto de ese año, reemplazando a Jetix. Ese mismo mes, el logotipo en pantalla de Jetix se eliminó y se reemplazó con el logotipo de Disney XD contando los días hasta el lanzamiento. Disney XD estaba dirigido a niños de 6 a 14 años, mientras que la señal de Disney Channel se enfocaba más en el público femenino.
Disney XD se expandió, eventualmente, para incluir películas de acción en vivo y cobertura deportiva desarrollada en colaboración con ESPN. También trajo programa de televisión estreno como Aaron Stone, Phineas y Ferb y The Suite Life of Zack & Cody, y continuó transmitiendo programas que previamente se emitieron en Jetix. como Pokémon: Diamond y Pearl: Battle Dimension, Jimmy Two-Shoes, Kid vs. Kat, American Dragon: Jake Long y Phil del Futuro.

### Clausura
El canal timeshift de una hora de Disney XD, Disney XD +1, cerró el 30 de abril de 2020. Su espacio en la guía electrónica de programas de Sky UK fue otorgada a BabyTV. 
El 25 de junio de 2020, Disney anunció que Disney XD (junto con los canales hermanos, Disney Channel y Disney Junior) cerrarían en el Reino Unido el 1 de octubre de 2020, después de casi 24 años al aire (considerando las eras Fox Kids y Jetix), esto debido a que Disney no logró llegar a un nuevo acuerdo de distribución con Sky y Virgin Media. El contenido del canal se transfirió exclusivamente a Disney+. Amphibia fue el programa final en emitir contenido estreno, y el programa final que se emitió el día de su cierre fue "Wonders of the Deep", un episodio de los cortos de televisión de 2013, Mickey Mouse. Luego mostró varios anuncios (la promoción final es una para Big City Greens), antes de que el canal se congelara por unos segundos, dejando el logotipo del canal congelado y cerrando oficialmente Disney XD.
Los canales fueron eliminados de Virgin Media el 29 de septiembre, un día antes del cierre.

## Otras señales
Durante 2017 y 2018, el canal de timeshift de Disney XD fue reemplazado ocasionalmente por canales temporales emergentes, cuya duración fue de un mes.
- Spider-Man: En julio de 2017, el canal se le conoció como "Spider-Man Channel".[23]
- Mickey and Pals: el 4 de septiembre de 2017, el canal se renombró temporalmente como "Mickey and Pals", que emitió varios programas de Disney Junior.
- Vengadores: el 1 de abril de 2018, el canal se le conoció como Avengers Channel, transmitiendo Los Vengadores unidos durante todo el mes sin parar, así como contenido exclusivo para promover el lanzamiento de Avengers: Infinity War. Finalizó el 30 de abril de 2018.[24]

### Disney XD HD
Disney XD HD, fue la transmisión simultánea de alta definición de Disney XD, que se lanzó en el Reino Unido en el canal Sky 633 el 18 de octubre de 2010. El canal transmite versiones en HD de los populares programas de acción en vivo y programas animados de Disney XD, como Phineas y Ferb, I'm in the Band, Kick Buttowski: Suburban Daredevil y Zeke and Luther. Esto marca el quincuagésimo canal HD de Sky, cumpliendo el objetivo de canal HD de Sky de 50 canales HD para Navidad de 2010.